# Cleptometopus flavolineatus
Cleptometopus flavolineatus là một loài bọ cánh cứng trong họ Cerambycidae.